# گوردو (آلاباما)
گوردو (به انگلیسی: Gordo) شهری در شهرستان پیکنز ایالت آلاباما است که مساحت آن ۸٫۴۴ کیلومتر مربع است و در سرشماری سال ۲۰۱۰ میلادی، ۱٬۷۵۰ نفر جمعیت داشته و تراکم جمعیتی آن، ۲۰۷٫۳۵ نفر در هر کیلومتر مربع بوده است.